# Rareuptychia clio
Rareuptychia clio är en fjärilsart som beskrevs av Otto Staudinger. Rareuptychia clio ingår i släktet Rareuptychia och familjen praktfjärilar. Inga underarter finns listade.